# Ono Ngcala
Ono (Onosizo) Ngcala (* 31. August 1974 in Kapstadt) ist ein deutscher Sänger und Rapper aus Wuppertal.

## Biografie
Ngcala, gebürtiger Südafrikaner, studierte vor seiner hauptberuflichen Tätigkeit als Musiker Sozialwissenschaften. Seine Karriere als Rap-Musiker begann in den 1990er Jahren in Wuppertal, als er dort 1994 mit sechs jungen Freunden die Musikgruppe Walkin’ Large Like Bigfoot gründete. Sie verkürzen den Namen der Band in Walkin’ Large und veröffentlichten 1994 ihre erste Single I Play the Talkbox, die ein Erfolg wurde. Danach stand die Band u. a. als Toursupport der amerikanischen Hip-Hop-Legende A Tribe Called Quest auf der Bühne.
1995 folgte die zweite Singleveröffentlichung, die Doppel-A-Seite Reachin’ … for My People / When I Flow. Letzteres wurde mit dem dazugehörigen folgenden Album Riverside Pictures ein Erfolg, da es die erste Kollaboration zwischen einem amerikanischen und einem deutschen HipHop-Act war. Walkin’ Large featuren darauf den bekannten New Yorker Rapper Jeru the Damaja. Daraufhin erhielten sie einen Vertrag mit WEA und veröffentlichen 1999 ein zweites Album namens Self, auf welchem US-HipHop-Stars wie The Roots, J-Live und Brooke Russell zu Gast waren. Die Singleauskopplung Boy Meets World feat. Brixx mit dem dazugehörigen, in der Wuppertaler Schwebebahn gedrehten Musikvideo erreichte in den deutschen Singlecharts die Top 50.
Durch den Erfolg des zweiten Albums wurde Ngcala zu einem gefragten Feature-Partner. 1998 zog er nach Köln und ging mit verschiedenen US-HipHop-Größen wie The Roots, House of Pain, Mobb Deep und Freundeskreis auf Tour. Außerdem wurde er von der P-Funk-Legende Bootsy Collins und Mellow Bag als Gastsänger und -rapper gebucht. Des Weiteren co-moderierte er für den Musiksender VIVA die HipHop-Sendung Word Cup.
2001 wirkte er bei den Brothers Keepers mit, einem Zusammenschluss aus mehrheitlich afrodeutschen Musikerinnen und Musikern (u. a. Xavier Naidoo, Samy Deluxe, Nadja Benaissa, Afrob), welche in Deutschland leben und gemeinsam auf Rassismus, Diskriminierung und andere Missstände aufmerksam machen wollen. Ihre Single Adriano (Letzte Warnung), ein Lied in Gedenken an einen von Neonazis getöteten dunkelhäutigen Familienvater, belegte Platz 4 der Single-Charts. 2000 zog Ngcala nach Berlin, um hinter den Kulissen als Freier Mitarbeiter bei BMG Ufa und der Künstleragentur Enforcemanagement als Künstler- und Bandbetreuer für Joy Denalane, ASD oder Max Herre zu arbeiten.
2004 begann Ngcala mit den Produzenten DJ Rocky und Oja Tunes aus Berlin (Vanessa Petruo und Ferris MC) sowie dem Münchener Musikproduzenten Tai Jason an seinem ersten Soloalbum Heavy Rawtation zu arbeiten. Er schrieb unter vier Pseudonymen Texte. Die Platte erschien am 6. Juni 2005.
Mit San Gabriel und Walera gründete er 2004 in Berlin die Gruppe DATA MC und veröffentlichte bisher zwei Alben: Data Invasion (2007) und Daily Mirror (2011).
2015 wurde die EP The craze won´t fade veröffentlicht, Mai 2019 erschien das Solo-Album Starlight.